# Ивелина Илиева
Ивелина Илиева е българска джудистка, състезаваща се в категория 57 кг.
Участничка на летните олимпийски игри в Токио (2020). Състезава се за клуб „Шун Джудо“ с треньор Свилен Скерлев.  Европейска вицешампионка от първенството в Казан (Русия, 2019)

## Успехи
- Вицешампионка на Европейското първенство в Казан (Русия)
- 5-то място на Световното първенство в Токио (Япония)
- на Гран При в Ташкент (Узбекистан), 2019
- на Гран При в Джеджу (Китай), 2014
- на Гран При в Загреб (Хърватия), 2017
- на Гран При в Тел Авив (Израел), 2019
- 6 медала от Европейски първенства за девойки